# Club of Vienna
 (septembre 2008).
Si vous disposez d'ouvrages ou d'articles de référence ou si vous connaissez des sites web de qualité traitant du thème abordé ici, merci de compléter l'article en donnant les références utiles à sa vérifiabilité et en les liant à la section « Notes et références ».
Le Club of Vienna (CoV) est une association internationale qui s’occupe des « causes de la croissance ». Du travail du CoV doivent s’ensuivre des expertises fiables et prévoyantes, et en définitive des propositions pour la résolution de problèmes sociaux. Après que le Club de Rome eut étudié les limites de la croissance, Rupert Riedl, le fondateur du CoV, tenait à l’étude de ses causes. Le CoV n’est lié à aucun parti politique.

## Vocations et objectifs
L’attention du Club of Vienna se porte avant tout sur les forces intellectuelles, culturelles, écologiques, économiques et politiques qui forment la vie en commun dans ses rapports sociaux et avec la nature, et qui doivent se montrer efficaces dans la tension entre intérêts locaux, régionaux et globaux ; sur la mondialisation et sur les changements de tous les domaines de la vie qui y sont liés, ainsi que sur les scénarios possibles pour la ville de Vienne.
Le Club of Vienna tire ses impulsions de la pratique sociale, d’affaires publiques conflictuelles qui se ressemblent toujours fondamentalement : ce sont des conflits de répartition et des questions de valeurs. Des bénéfices et des fardeaux, des ressources, de l’espace vital, de la qualité de vie sont répartis. Que voulons-nous (ou non) avoir ? Comment voulons-nous (ou non) vivre ? Selon quels critères jugeons-nous nos actions ?
Les questions privilégiées dans le travail du CoV sont donc celles qui sont significatives pour la préservation des fondements de la vie, pour la vie en commun des hommes, pour le maintien de la paix et pour une économie stable à long terme.
L’interdisciplinarité et les connaissances de la théorie de l’évolution sont les principes de pensée avec lesquels des voies pour un changement de paradigme en économie, en politique et dans la société sont recherchées et ouvertes. Le CoV veut réaliser l’équilibre entre les contraintes et dynamiques propres de l’économie et du système monétaire d’une part et les exigences d’un comportement social et écologique durable d’autre part. Le bien commun de l’humanité, la stabilité de la société et de l’environnement, doivent primer sur les objectifs purement économiques.

## Manifestations et projets
Le Club of Vienna tente de couvrir un large spectre de thèmes. Les thèmes sont d’abord discutés en interne et en groupes de projets.

### Formes de travail
- Collaboration bénévole de tous les membres sans honoraires
- Élaboration et étude de thèmes scientifiques interdisciplinaires ayant une pertinence sociale
- Travail sur des questions fondamentales sous la forme de projets, avec des équipes délocalisées et intégrées par les meilleurs experts externes
- Travail sur un thème annuel fondamental
- Congrès annuel comme manifestation initiale
- Enquêtes étendues sur des thèmes centraux, valorisation des résultats et discussion des conséquences possibles
- Coopération avec des instituts d’enquête d’opinion
- Coopération avec des universités et des instituts spécialisés internationaux

### Thèmes actuels
- Les voies du post-capitalisme : recommandations aux responsables
- Écoute des citoyens et prise de décision en démocratie
- Phénomènes d’accélération ; indicateurs non matériels de prospérité
- Esclaves et maîtres dans la société de l’information
- La durabilité comme principe d’investissement
- La contraction comme nouveau défi pour la nouvelle société de croissance

## Présidence, direction, membres

### Présidence et direction
- Hermann Knoflacher : ingénieur du bâtiment, planificateur, professeur d’université et directeur de l’institut de planification de la circulation et des transports à la Technische Universität de Vienne
- Klaus Woltron : docteur en technologie, propriétaire d’une holding en participation, mandataire dans des conseils de surveillance en Autriche et à l’étranger ; écrivain
- Manfred Sliwka : docteur en gestion d’entreprises, chargé d’enseignement à l’université de Trier, conseiller d’entreprise et directeur de cours de formation en culture et philosophie d’entreprise et systèmes de valeurs, éditeur, écrivain
- Agnieszka Rosik-Kölbl : docteur en littérature allemande, interprète, traductrice, linguiste et économiste, journaliste

### Fondateur
Rupert Riedl (†) : autrefois professeur de zoologie à l’université de Vienne, fondateur de l’institut Konrad-Lorenz d’Altenberg.

### Membres
- Hans B. Aubauer : physicien, directeur de la physique de l’environnement à l’institut de physique de la matière, professeur à l’université de Vienne
- Mathias Binswanger : économiste, professeur d’économie politique à l’institut universitaire de technologie de Soleure-Nordwestschweiz, Olten
- Rudolf Edlinger : politicien, ancien conseiller municipal de Vienne pour la construction de logements et la rénovation de la ville, ainsi que pour les finances et la politique économique, ministre des finances, député du parlement national, vice-président du syndicat des retraités d’Autriche
- Ernst Gehrmacher : sociologue, directeur du Bureau d’Organisation de la Sociologie Appliquée
- Helmut Helsper : juriste, expert financier, fonctionnaire au ministère allemand des finances
- Hermann Knoflacher
- Peter Kotauczek : entrepreneur, professeur de télécommunications
- Dennis Meadows : management, économiste et écologue, directeur de l’institut de recherche politique et sociologique, université du New Hampshire, États-Unis
- Maria Nicolini : professeur à l’université de Klagenfurt, faculté de recherche inter- et transdisciplinaire. Domaines de travail : écologie sociale, recherche sur le développement durable, planification participative et processus de décision, langage en science
- Werner J. Patzelt : politologue, professeur à l’institut de sciences politiques, Dresde
- Manfred Sliwka
- Gregor Schwarz : médecin généraliste, spécialisé en médecine du travail et médecine systémique (acupuncture, techniques de relaxation, oneirologie)
- Gerlind Weber : planificatrice de l’espace, professeur d’université et directrice de l’institut de planification de l’espace et de la réorganisation rurale à l’université de la culture du sol de Vienne, présidente du forum écosocial de Vienne

Membres exceptionnels :
- Martin Balluch
- Franz Kreuzer
- Wolfgang Kromp

## Littérature
- Kapitalismus gezähmt  Weltreligionen und Kapitalismus (Hgg H. Knoflacher, K. Woltron, A. Rosik-Kölbl), 2006, Verlag echo media, Vienne.
- Wege in den Postkapitalismus (Hgg K. Woltron, H. Knoflacher, A. Rosik-Kölbl), 2004. Verlag edition selene, Vienne.
- Die Ursachen des Wachstums, Unsere Chancen zur Umkehr (Hgg R. Riedl, M. Delpos), 1996. Verlag Kremayr und Scheriau, Vienne.

## Prix Wiener Rupert Riedl
Le Club of Vienna décerne chaque année le prix Wiener Rupert Riedl pour les mémoires et thèses doctorales ayant trait au développement durable prenant en compte les fondements des processus évolutionnaires.